# رضا رضایی (مترجم)
رضا رضایی (زادهٔ ۱۳۳۵، ساری) مترجم و شطرنجباز اهل ایران است. رضا رضایی (زادهٔ ۱۳۳۵، ساری) مترجم کتاب اهل ایران است. او سابقهٔ تحصیل در رشتهٔ مهندسی مکانیک را دارد، اما آن را رها کرد. وی سابقه عضویت در تیم ملی شطرنج ایران را دارد.

## ترجمه‌ها

### کتاب‌های مرتبط با شطرنج
- ک‍اس‍پ‍اروف، گ‍اری ک‍ی‍م‍ووی‍چ. ش‍طرن‍ج را از ق‍ه‍رم‍ان ج‍ه‍ان ب‍ی‍ام‍وزی‍م‌. م‍ت‍رج‍م‍ان رض‍ا رض‍ای‍ی، ه‍ادی م‍وم‍ن‍ی. ت‍ه‍ران: م‍ش‍ع‍ل‏‫، ۱۳۶۹.
- چ‍رن‍ف، اروی‍ن‍گ. ب‍زرگ‍ان ش‍طرن‍ج‌. ت‍ه‍ران: پ‍ی‍ش‍رو‏‫، ۱۳۶۹.
- چ‍رن‍ف، اروی‍ن‍گ. ت‍اک‍ت‍ی‍ک‍ه‍ای ب‍رن‍ده در ش‍طرن‍ج‌. ت‍رج‍م‍ه رض‍ا رض‍ای‍ی، م‍رت‍ض‍ی رض‍ای‍ی. ت‍ه‍ران: ه‍وش و اب‍ت‍ک‍ار‏‫‏، ۱۳۷۲.
- هوروویتس، ایزرائیل. دای‍ره‌ال‍م‍ع‍ارف گ‍ش‍ای‍ش‌ه‍ای ش‍طرن‍ج‌. ت‍ه‍ران: ف‍رزی‍ن‏‫، ‏‫۱۳۷۵. شابک ‎۹۶۴-۶۲۵۶-۲۷-۹
- ق‍وانین ش‍طرن‍ج: م‍ص‍وب ف‍دراس‍ی‍ون ج‍ه‍ان‍ی ش‍طرن‍ج (۱۹۹۷). ت‍ه‍ران: ف‍رزی‍ن‏‫، ۱۳۷۶. شابک ‎‭۹۶۴-۹۰۰۰۶-۸-۲‬‬
- م‍ای‍زل‍ی‍س. ‏‫ت‍ئ‍وری ب‍ن‍ی‍ادی ش‍طرن‍ج‌. ‫ت‍ه‍ران‌‬‬‏‫: ف‍رزی‍ن‌‬‬‏‫، ۱۳۷۶. شابک ‎۹۷۸-۹۶۴-۹۰۰۰۶-۱-۹
- ت‍دریس ش‍طرن‍ج: گ‍ام ب‍ه گ‍ام: درس‍ن‍ام‍ه (۷۵ درس، ۱۵۰ س‍اع‍ت) م‍ص‍وب ف‍دراس‍ی‍ون ج‍ه‍ان‍ی ش‍طرن‍ج‌. ت‍دوی‍ن ف‍دراس‍ی‍ون ب‍ی‍ن‌ال‍م‍ل‍ل‍ی ش‍طرن‍ج (ف‍ی‍ده). ت‍ه‍ران: ف‍رزی‍ن‏‫، ۱۳۷۸. شابک ‎۹۶۴-۶۲۵۶-۱۵-۵
- ک‍اپ‍اب‍لان‍ک‍ا، خ‍وزه رائ‍ول. ک‍اپ‍اب‍لان‍ک‍ا: ص‍د ب‍ازی ب‍رت‍ر. ان‍ت‍خ‍اب و ت‍ف‍س‍ی‍ر ه‍. گ‍ول‍وم‍ب‍ک. ت‍رج‍م‍ه رض‍ا رض‍ای‍ی، ه‍ادی م‍وم‍ن‍ی. ت‍ه‍ران: ف‍رزی‍ن‏‫، ۱۳۷۸. شابک ‎‭۹۶۴-۶۲۵۶-۱۱-۲‬‬
- وی‍ل‍س‍ون، ف‍رد. روی‍اروییهای ک‍لاس‍ی‍ک ش‍طرن‍ج: ۱۵۷ ب‍ازی از ۱۹ روی‍اروی‍ی‌. ته‍ران: ف‍رزی‍ن‏‫، ۱۳۷۸. شابک ‎‭۹۶۴-۶۲۵۶-۳۷-۶‬‬
- رت‍ی، ری‍ش‍ارد. ری‍ش‍ارد رت‍ی (۱۹۲۹–۱۸۸۹) ص‍د ب‍ازی ب‍رت‍ر. ب‍ه‌ک‍وش‍ش رض‍ا رض‍ای‍ی. ت‍ه‍ران: ف‍رزی‍ن‏‫، ۱۳۷۸. شابک ‎‭۹۶۴-۶۲۵۶-۳۱-۷‬‬
- م‍ارووی‍چ، دراژن. پ‍اول ک‍رس (۱۹۷۴–۱۹۱۶): ص‍د ب‍ازی ب‍رت‍ر. ت‍ه‍ران: ف‍رزی‍ن‏‫، ۱۳۷۸. شابک ‎‭۹۶۴-۶۲۵۶-۲۹-۵‬‬
- ب‍لان‍ک‍و، اوون‍س‍ی‍و. روش آم‍وزش ش‍طرن‍ج ف‍دراس‍ی‍ون ج‍ه‍ان‍ی ش‍طرن‍ج (ک‍م‍ی‍ت‍ه‍. ش‍طرن‍ج در م‍دارس). ت‍رج‍م‍ه آب‍ت‍ی‍ن گ‍ل‍ک‍ار؛ وی‍رای‍ش رض‍ا رض‍ای‍ی. ت‍ه‍ران: ف‍رزی‍ن‏‫، ۱۳۸۰. شابک ‎‭۹۶۴-۶۲۵۶-۴۳-۰‬‬
- ک‍ارپ‍وف، آن‍ات‍ول‍ی. م‍ی‍ن‍ی‍ات‍وره‍ای‍ی از ق‍ه‍رم‍ان‍ان ش‍طرن‍ج ج‍ه‍ان‌. ت‍رج‍م‍ه ه‍ادی مؤمن‍ی، رض‍ا رض‍ای‍ی. ت‍ه‍ران: ف‍رزی‍ن‏‫، ۱۳۸۰. شابک ‎‭۹۶۴-۶۲۵۶-۳۸-۴‬‬
- ‏‫ق‍وان‍ین ش‍طرن‍ج م‍ص‍وب ف‍دراس‍ی‍ون ج‍ه‍ان‍ی ش‍طرن‍ج (۲۰۰۵). ت‍رج‍م‍ه رض‍ا رض‍ای‍ی، ابوالقاسم نجیب. ت‍ه‍ران: ف‍رزی‍ن، ۱۳۸۴. شابک ‎۹۶۴-۶۲۵۶-۷۵-۹‏‬
- واتسون، ‏‫جان ال. . رموز استراتژی در شطرنج مدرن: پیشرفت‌های پس از نیمزوویچ. تهران: فرزین‏‫، ۱۳۸۸. شابک ‎‭۹۷۸-۶۰۰-۵۰۱۷-۰۶-۹‮‬‬
- چ‍رن‍ف، اروی‍ن‍گ. ‏‫ت‍اک‍ت‍ی‍ک‌ه‍ای ب‍رن‍ده در ش‍طرن‍ج‌‬‏‫. ت‍ه‍ران: ف‍رزی‍ن ‬‬‏‫، ۱۳۹۲. شابک ‎‏‫‬‭۹۷۸-۹۶۴-۶۲۵۶-۹۰-۳‬‬
- ژوراول‍ف، ن‍ی‍ک‍الای. ‏‫آزم‍ون‍ه‍ای م‍ه‍ارت در ش‍طرن‍ج: س‍ن‍ج‍ش ق‍درت ت‍رک‍ی‍ب‍ی‌. ت‍ه‍ران‌‬‏‫: ف‍رزی‍ن‌‬‏‫، ۱۳۹۲. شابک ‎‏‫‭۹۷۸-۹۶۴-۶۲۵۶-۳۴-۷‬‬‬

### کتاب‌های مرتبط با موسیقی
- رولان، روم‍ن. م‍وس‍ی‍ق‍ی‌دان‍ان ام‍روز. ت‍ه‍ران: م‍ش‍ع‍ل، ۱۳۶۹.
- شرمن، رابرت. آش‍ن‍ای‍ی ب‍ا م‍وس‍ی‍ق‍ی ک‍لاس‍ی‍ک‌. ت‍ه‍ران: اف‍ک‍ار‏‫، ۱۳۸۴. شابک ‎۹۶۴-۷۸۵۸-۸۵-x
- باروز، جان. راهنمای جامع موسیقی کلاسیک. تهران: فرهنگ معاصر، ‏‫۱۳۸۸. شابک ‎‭۹۷۸-۶۰۰-۱۰۵-۰۰۰-۸‬‬
- رولان، روم‍ن. موسیقی‌دانان دیروز. تهران: کارنامه‏‫، ۱۳۸۸. شابک ‎۹۷۸-۹۶۴-۴۳۱-۰۷۰-۶

### آثارجین آستین
- آستین، ج‍ی‍ن. ع‍ق‍ل و اح‍س‍اس. ت‍ه‍ران: ن‍ش‍ر ن‍ی‏‫، ۱۳۸۵. شابک ‎‏‫‬‭۹۶۴-۳۱۲-۸۱۹-۹‬‬
- آستین، ج‍ی‍ن. غ‍رور و ت‍ع‍ص‍ب. ت‍ه‍ران: ن‍ش‍ر ن‍ی‏‫، ۱۳۸۵. شابک ‎۹۷۸-۹۶۴-۳۱۲۸-۴۳-۲
- آستین، جین. اما. تهران: نی، ۱۳۸۶. شابک ‎۹۶۴۳۱۲۹۳۸۱
- آستین، ج‍ی‍ن. منسفیلد پارک. ‫تهران‬‏‫: نشرنی‬‏‫، ۱۳۸۶. شابک ‎۹۶۴-۳۱۲-۹۰۱-۲
- آستین، ج‍ی‍ن. ترغیب. تهران: نشر نی‏‫‬، ۱۳۸۸. شابک ‎‭۹۷۸-۹۶۴-۱۸۵-۰۲۵-۰‬
- آستین، ج‍ی‍ن. نورثنگر ابی. تهران‬‏‫: نشر نی‬‏‫، ‏‫۱۳۸۸. شابک ‎۹۷۸-۹۶۴-۳۱۲-۹۹۳-۴
- آستین، ج‍ی‍ن. ازدواج. تهران: نشر هنوز‏‫، ۱۳۹۷. شابک ‎‏‫۹۷۸-۶۰۰-۶۰۴۷-۹۸-۰‬

### آثارخواهران برونته
- ب‍رون‍ت‍ه، ش‍ارل‍وت. جین ایر. تهران‏‫: نشر نی‏‫،۱۳۸۹. شابک ‎‭۹۷۸-۹۶۴-۱۸۵-۱۵۴-۷
- [[آن برونته|ب‍رون‍ت‍ه، ش‍ارل‍وت. شرلی]]شرلی. تهران: نشر نی، ‏‫۱۳۹۳. شابک ‎۹۷۸-۹۶۴-۱۸۵-۳۹۳-۰
- ب‍رون‍ت‍ه، ش‍ارل‍وت. ویلت. تهران: نشر نی، ‏‫‏۱۳۹۰. شابک ‎۹۷۸-۹۶۴-۱۸۵-۲۳۹-۱ب‍رون‍ت‍ه، آن. ‏‫مستاجر وایلدفل هال‬. تهران: ‏‫نشر نی ‬، ‏‫۱۳۹۲. شابک ‎‭۹۷۸-۹۶۴-۱۸۵-۳۰۶-۰‬‬
- ب‍رون‍ت‍ه، ام‍ی‍ل‍ی ج‍ی‍ن. بلندی‌های بادگیر (وادرینگ هایتس). تهران: نشر نی‏‫، ۱۳۹۲. شابک ‎۹۷۸-۹۶۴-۱۸۵-۱۸۱-۳
- ب‍رون‍ت‍ه، ش‍ارل‍وت. پروفسور. تهران: نشر نی‏‫، ۱۳۹۲. شابک ‎۹۷۸-۹۶۴-۱۸۵-۳۲۱-۳
- ب‍رون‍ت‍ه، آن. اگنس گری. تهران: نشر نی، ‏‫۱۳۹۳. شابک ‎‏‫‬‮‭۹۷۸-۹۶۴-۱۸۵-۲۷۷-۳‬

### آثارولادیمیر نابوکوف
- ن‍اب‍وک‍وف، ولادی‍م‍ی‍ر ولادی‍م‍ی‍رووی‍چ. پ‍ن‍ی‍ن‌. ت‍ه‍ران: ک‍ارن‍ام‍ه‏‫، ۱۳۸۳. شابک ‎‭‭۹۶۴-۴۳۱-۰۴۷-۰‬
- ن‍اب‍وک‍وف، ولادی‍م‍ی‍ر ولادی‍م‍ی‍روی‍چ. دف‍اع ل‍وژی‍ن‌. ت‍ه‍ران: ک‍ارن‍ام‍ه، ۱۳۸۴. شابک ‎‭۹۶۴۴۳۱۰۵۱۹‬
- ن‍اب‍وک‍وف، ولادی‍م‍ی‍ر ولادی‍م‍ی‍رووی‍چ. شاه، بی‌بی، سرباز. تهران: ثالث‏‫، ۱۳۹۵. شابک ‎۹۷۸-۶۰۰-۴۰۵-۰۴۴-۹‬

### آثار ادبی
- داس‍ت‍ای‍وس‍ک‍ی، ف‍ئ‍ودور م‍ی‍خ‍ائ‍ی‍ل‍ووی‍چ. پ‍ول‍زون‍ک‍وف و داس‍ت‍ان‍ه‍ای دی‍گ‍ر. ت‍ه‍ران: ن‍ش‍ر آم‍ون، ۱۳۷۱.
- ش‍ک‍س‍پ‍ی‍ر، وی‍ل‍ی‍ام. ۷ ش‍اه‍ک‍ار از وی‍ل‍ی‍ام ش‍ک‍س‍پ‍ی‍ر. ت‍ه‍ران: ج‍ان‍زاده‏‫، ۱۳۸۱. شابک ‎‏‫‬‭۹۶۴-۶۰۴۵-۵۵-۳‬
- یورسنار، مارگریت. شعله‌ها. تهران: لوح فکر، ۱۳۸۶. شابک ‎‭۹۷۸-۹۶۴-۸۵۷۸-۲۶-۳
- ی‍ورس‍ن‍ار، م‍ارگ‍ری‍ت. شراره‌ها. تهران: نامک‏‫، ۱۳۹۰. شابک ‎‭۹۷۸-۹۶۴-۶۸۹۵-۹۱-۱‬
- ف‍ی‍ت‍س‌ج‍رال‍د، ف‍ران‍س‍ی‍س اس‍ک‍ات. گتسبی بزرگ. تهران: انتشارات ماهی‏‫، ‏‫۱۳۹۵. شابک ‎‏‫‭۹۷۸-۹۶۴-۲۰۹-۲۳۴-۵‬‬
- ال‍ی‍وت، ج‍ورج. ادام بید: قصه باشکوه همدلی‌ها. تهران: نشر نی‏‫، ۱۳۹۵. شابک ‎‏‫‬‭‭۹۷۸-۹۶۴-۱۸۵-۴۳۳-۳‬‬‬
- ال‍ی‍وت، ج‍ورج. سایلاس مارنر: قصهٔ مرد بافنده. تهران: نشر نی، ۱۳۹۵. شابک ‎‏‫‬‭۹۷۸-۹۶۴-۱۸۵-۴۶۴-۷
- داس‍ت‍ای‍وس‍ک‍ی، ف‍ئ‍ودور م‍ی‍خ‍ائ‍ی‍ل‍ووی‍چ. روی‍ای آدم م‍ض‍ح‍ک: هفت داستان کوتاه. ت‍ه‍ران: م‍اه‍ی، ۱۳۹۸. شابک ‎۹۷۸-۹۶۴-۹۹۷۱-۱۵-۵
- ال‍ی‍وت، ج‍ورج. میدل مارچ: داستان یک شهر. تهران: نشر نی، ۱۳۹۸. شابک ‎۹۷۸-۹۶۴-۱۸۵-۶۲۰-۷
- ب‍ودل‍ر، ش‍ارل پ‍ی‍ر. شارل بودلر: شعرهای نخستین و مجموعهٔ ژان دووال. گردآوری و ترجمهٔ رضا رضایی. تهران: نشر فنجان، ‏‫۱۳۹۸. شابک ‎‏‫‭۹۷۸-۶۰۰-۹۹۶۴۲-۳-۹‬‬

### آثار درباره نویسندگان و نقد ادبی
- ای‍وان‍وف، وی‍اچ‍س‍لاو ای‍وان‍ووی‍چ. آزادی و زن‍دگ‍ی ت‍راژی‍ک پ‍ژوه‍ش‍ی در داس‍ت‍ای‍ف‍س‍ک‍ی‌. ت‍ه‍ران: ن‍ش‍ر ال‍ب‍رز، ۱۳۷۲.
- ل‍ی‍وی‍ت، چ‍ارل‍ز. ن‍گ‍اه‍ی دی‍گ‍ر ب‍ر ب‍ازگ‍ش‍ت ب‍وم‍ی ت‍ام‍س ه‍اردی‌. ت‍ه‍ران: وزارت ف‍ره‍ن‍گ و ارش‍اد اس‍لام‍ی، م‍ع‍اون‍ت ام‍ور ف‍ره‍ن‍گ‍ی، دف‍ت‍ر م‍طال‍ع‍ات ادب‍ی‍ات داس‍ت‍ان‍ی: م‍وس‍س‍ه ف‍ره‍ن‍گ‍ی و ه‍ن‍ری ض‍ری‍ح، ۱۳۷۳.
- ک‍وئ‍ی‍گ‍ل‍ی، اوی‍س‍ت‍ن. ژان ژن‍ه‌. ت‍ه‍ران: انتشارات م‍اه‍ی‏‫، ۱۳۸۲.
- وی‍ن‍س‍پ‍ر، اس‍ت‍ی‍ون. پ‍ل وال‍ری‌. ت‍ه‍ران: انتشارات م‍اه‍ی‏‫، ۱۳۸۲. شابک ‎۹۶۴-۷۹۴۸-۳۱-x
- ب‍گ‍ل‍ی، آن. م‍ارگ‍ری‍ت ی‍ورس‍ن‍ار. ت‍ه‍ران: انتشارات م‍اه‍ی‏‫‏، ۱۳۸۳. شابک ‎‏‫‬‭۹۶۴-۷۹۴۸-۴۰-۹‬‬
- ف‍ران‍ک‍ل، ج‍ورج. ع‍ش‍ق "رم‍ان‍ت‍ی‍ک‌" ب‍ح‍ث‍ی در ب‍اب م‍ض‍م‍ون ع‍ش‍ق در ن‍ه‍ض‍ت رم‍ان‍ی‍ت‍ک‌. ت‍ه‍ران: ل‍وح‌ف‍ک‍ر، ۱۳۸۳. شابک ‎۹۶۴-۸۵۷۸-۰۱-x
- رودی‍ه، ل‍ئ‍ون س‍ام‍وئ‍ل. م‍ی‍ش‍ل ب‍وت‍ور. ت‍ه‍ران: م‍اه‍ی، ۱۳۸۳. شابک ‎۹۶۴−۷۹۴۸−۷۶-x
- تاپه، هورست. ‏‫نابوکوف. تهران: فرهنگ جاوید‏‫، ۱۳۹۵. شابک ‎۹۷۸-۶۰۰-۸۲۰۹-۱۷-۱

### فلسفه و علوم سیاسی
- م‍اک‍س‍اک‍وف‍س‍ک‍ی، ولادی‍م‍ی‍ر پ‍اول‍ووی‍چ. ج‍غ‍راف‍ی‍ای اق‍ت‍ص‍ادی ج‍ه‍ان‌. م‍ت‍رج‍م‍ان صادق پ‍وی‍ازن‍د، رض‍ا رض‍ائ‍ی. ت‍ه‍ران: ن‍ش‍ر دن‍ی‍ای ن‍و‏‫، ۱۳۶۳.
- ع‍ن‍ان، ک‍وف‍ی ع‍طا. م‍ا، م‍ردم‍ان: ن‍ق‍ش س‍ازم‍ان م‍ل‍ل م‍ت‍ح‍د در ق‍رن ب‍ی‍س‍ت و ی‍ک‍م‌. ت‍ه‍ران: ن‍گ‍اره آف‍ت‍اب، ۱۳۸۰. شابک ‎۹۶۴-۹۳۴۸۵-۳-۰‬
- ک‍ری‍م‌زاده، ح‍س‍ن. اع‍لام‍ی‍ه ج‍ه‍ان‍ی ح‍ق‍وق ب‍ش‍ر. ت‍ه‍ران‌‬‏‫: ن‍ش‍ر ک‍وچ‍ک‌‬‏‫، ۱۳۸۰. شابک ‎‏‫‬‭۹۶۴-۵۵۸۹-۳۲-۰‬‬
- ل‍وک‍اچ، جورج. ج‍ان و ص‍ورت‌. ت‍ه‍ران: م‍اه‍ی، ۱۳۸۲. شابک ‎۹۶۴-۷۹۴۸-۲۷-۱
- ب‍رل‍ی‍ن، آی‍زای‍ا. کارل مارکس: زندگی و محیط‏‫. تهران‏‫: انتشارات ماهی‬‏‫، ۱۳۸۹. شابک ‎‏‫‬‭۹۷۸-۹۶۴-۹۹۷۱-۷۰-۴‏‬
- ب‍رل‍ی‍ن، آی‍زای‍ا. م‍ج‍وس ش‍م‍ال ی‍وه‍ان‌گ‍ئ‍ورگ ه‍ام‍ان و خ‍اس‍ت‍گ‍اه‌ه‍ای ع‍ق‍ل ن‍اب‍اوری ج‍دی‍د. ت‍ه‍ران: م‍اه‍ی، ۱۳۸۵. شابک ‎۹۶۴−۹۹۷۱−۰۵-X
- ب‍رل‍ی‍ن، آی‍زای‍ا. ذهن روسی در نظام شوروی: فرهنگ روسیه در دورهٔ کمونیسم. تهران : انتشارات ماهی‏‫، ۱۳۹۲. شابک ‎‏‫‭‬‭‭۹۷۸-۹۶۴-۲۰۹-۱۳۰-۰‬
- ساپریکوف، ویکتور. همزیستی مسالمت آمیز (مدافعان و دشمنان) (برنامه صلح شوروی). نشر آذر نوش.

### روانشناسی
- ی‍ون‍گ، ک‍ارل گ‍وس‍ت‍او. ‫ت‍ح‍ل‍ی‍ل روی‍ا: گ‍ف‍ت‍اره‍ای‍ی در ت‍ع‍ب‍ی‍ر و ت‍ف‍س‍ی‍ر روی‍ا (۱۹۲۸–۱۹۲۹). ت‍ه‍ران: اف‍ک‍ار‏‫، ۱۳۷۷. شابک ‎۹۶۴-۹۰۰۰۵-۲-۶‬
- یافه‏‫، آنیلا. کارل‌گوستاو یونگ: واژه‌ها و نگاره‌ها‏‫. ترجمه رضا رضایی، مهناز خزائیلی. تهران‏‫: شرکت نشر نقد افکار‏‫، ۱۳۹۰. شابک ‎‭‬‭۹۷۸-۹۶۴-۲۲۸-۰۵۵-۱
- ی‍ف‍ی‍م‍وف، دم‍ی‍ت‍ری. ج‍ن‍گ ج‍ه‍ان‍ی دوم و س‍رن‍وش‍ت خ‍ل‍ق‌ه‍ای آس‍ی‍ا و آف‍ری‍ق‍ا.

### علمی
- ک‍وزن‍ت‍س‍وف، ب‍اری‍س گ‍ری‍گ‍وری‍وی‍چ. آل‍ب‍رت ای‍ن‍ش‍ت‍ی‍ن‌. ت‍ه‍ران: ان‍ج‍م‍ن ف‍ی‍زی‍ک ای‍ران: ف‍اطم‍ی، ۱۳۷۴.
- ه‍ری‍س، چ‍ارل‍ز. اخ‍لاق در م‍ه‍ن‍دس‍ی‌. ت‍ه‍ران: ش‍رک‍ت ان‍ت‍ش‍ارات ف‍ن‍ی ای‍ران‏‫، ۱۳۷۹. شابک ‎۹۶۴-۶۲۳۲-۷۱-X
- وس‍ت‍ف‍ال، ری‍چ‍ارد. ت‍ک‍وی‍ن ع‍ل‍م ج‍دی‍د. ت‍رج‍م‍ه ع‍ب‍دال‍ح‍س‍ی‍ن آذرن‍گ، رض‍ا رض‍ای‍ی. ت‍ه‍ران: طرح ن‍و‏‫، ۱۳۷۹. شابک ‎۹۶۴-۵۶۲۵-۷۴-۲‬‮‬
- وس‍ت‍ف‍ال، ری‍چ‍ارد. تاریخ پیدایش علم جدید. ترجمه عبدالحسین آذرنگ، رضا رضایی. تهران: نشر نی‏‫، ۱۳۸۷. شابک ‎‭۹۷۸-۹۶۴-۱۸۵-۰۲۰-۵
- بلک‌مور، سوزان ج.. آگاهی. تهران: فرهنگ معاصر‏‫، ۱۳۸۷. شابک ‎‭۹۷۸-۹۶۴-۸۶۳۷-۵۹-۵‬

### هنر
- ه‍ل‍م، م‍ک‍ی‍ن‍ل‍ی. ه‍ن‍ر ان‍ق‍لاب‍ی م‍ک‍زی‍ک؛ ن‍ق‍اش‍ان م‍ع‍اص‍ر م‍ک‍زی‍ک‌. ت‍ه‍ران: س‍ه‍روردی، ۱۳۶۴.
- ه‍ل‍م، م‍ک‍ی‍ن‍ل‍ی. نقاشان مکزیک: ریورا، اوروسکو، سیکئیروس و بقیه نقاشان مکتب رئالیسم اجتماعی. تهران: نشر نی‏‫ ،۱۳۸۹. شابک ‎‭۹۷۸-۹۶۴-۱۸۵-۰۴۱-۰‬‬
- وال‍ی‍ن‍س‍ک‍ی، ل‍ئ‍ون‍ی‍د ن‍ائ‍وم‍ووی‍چ. هفت روز: ماجرای نجات شاهکارهای هنری در جنگ جهانی دوم. تهران: نشر فنجان‏‫، ۱۳۹۶. شابک ‎‭۹۷۸-۶۰۰-۹۴۹۱۲-۸-۵‬‬‬

### سایر آثار
- خلبنیکوف، پیوتر. آمریکا: پشتیبان رژیم‌های ارتجاعی. تهران: نشر آذرنوش، ۱۳۶۰.
- اولیانوفسکی، روستیسلاو. رهایی ملی. ترجمه جلال علوی‌نیا، رضا رضایی ساروی. [بی جا]: ابوریحان، ۱۳۶۰.
- آس‍ی‍م‍وف، آی‍زاک. ام‍روز و ف‍ردا. ت‍ه‍ران: س‍ه‍روردی‏‫، ۱۳۶۳.
- وال‍ی‍ن‍س‍ک‍ی، ل‍ئ‍ون‍ی‍د ن‍ائ‍وم‍ووی‍چ. ‏‫هفت روز‮‬‬‬‏‫. ‫ت‍ه‍ران‌‮‬‏‫: ع‍ص‍ر ج‍دی‍د‮‬‬‏‫، ۱۳۶۳.
- آف‍اری، ژان‍ت. ان‍ق‍لاب م‍ش‍روطه ای‍ران ۱۹۱۱–۱۹۰۶ (۱۲۸۵–۱۲۹۰). ت‍ه‍ران: ن‍ش‍ر ب‍ی‍س‍ت‍ون، ۱۳۷۹. شابک ‎۹۶۴-۹۰۰۳۶-۸-۱
- رادپ‍ور، داری‍وش. گ‍زی‍ده‌ای از آث‍ار داری‍وش رادپ‍ور. ب‍ه‌ک‍وش‍ش ح‍س‍ن ک‍ری‍م‌زاده. ت‍ه‍ران: ن‍گ‍اره آف‍ت‍اب، ۱۳۸۱. شابک ‎۹۶۴-۹۳۴۸۵-۸-۱‬
- وی‍ن، دی‍وی‍د. گ‍زی‍ده‌ای از آث‍ار چ‍ه‍ره دی‍وی‍د ل‍ی‍وای‍ن‌. به کوشش ح‍س‍ن ک‍ری‍م‌زاده. ت‍ه‍ران: ن‍گ‍اره آف‍ت‍اب، ۱۳۸۱. شابک ‎‬‏‫‬‭۹۶۴-۹۳۴۸۵-۴-۹‬
- چ‍ای‍ل‍دز، پ‍ی‍ت‍ر. م‍درن‍ی‍س‍م‌. ت‍ه‍ران: م‍اه‍ی‏‫‏، ۱۳۸۳. شابک ‎۹۶۴-۷۹۴۸-۳۷-۹
- س‍ب‍وک‍ی، اف‍ش‍ی‍ن. گ‍زی‍ده‌ای از آث‍ار اف‍ش‍ی‍ن س‍ب‍وک‍ی‌. ب‍ه‌ک‍وش‍ش ح‍س‍ن ک‍ری‍م‌زاده. ت‍ه‍ران: ن‍ش‍ر ک‍وچ‍ک، ۱۳۸۳. شابک ‎۹۶۴-۵۵۸۹-۲۹-۰‬
- گ‍ران‍ت، م‍ای‍ک‍ل. ف‍ره‍ن‍گ اس‍اطی‍ر کلاسیک (یونان و روم) فارسی - انگلیسی انگلیسی - فارسی. ت‍ه‍ران: م‍اه‍ی، ۱۳۸۴. شابک ‎۹۶۴۷۹۴۸۸۷۵‬
- ساکیونگ میفام رینپوچ. ‏‫ذه‍ن‌تان ی‍ارت‍ان (۹ مرحله مراقبه). ت‍ه‍ران: اف‍ک‍ار‏‫‏، ۱۳۸۵. شابک ‎۹۷۸۹۶۴۷۸۵۸۸۶۱
- لاج، دی‍وی‍د. هنر داستان‌نویسی: با نمونه‌هایی از متن‌های کلاسیک و مدرن. تهران: نشر نی، ‏‫‬۱۳۹۱. شابک ‎۹۷۸-۹۶۴-۱۸۵-۱۰۲-۸
- خدمت به حقیقت، خدمت به آزادی: خطابه‌های برندگان جایزه نوبل ادبیات. گردآورنده و ویراستار علی میرزائی. تهران: نگاره آفتاب، ‏‫۱۳۹۴. شابک ‎‫‬‮‭۹۷۸-۹۶۴-۸۴۵۳-۱۶-۴‬‬‬